# Dušan Đurić
Dušan Predrag Đurić (serbisch-kyrillisch Душан Ђурић; * 16. September 1984 in Halmstad) ist ein schwedischer Fußballspieler serbischer Herkunft. Teilweise wird sein Name auch als Dusan Djuric angegeben. Der Mittelfeldspieler, der 2005 in der schwedischen Nationalmannschaft debütierte, gewann 2009 mit dem FC Zürich die Schweizer Meisterschaft. Seit Februar 2016 spielt er bei Dalkurd FF in der zweithöchsten schwedischen Spielklasse, der Superettan.

## Werdegang

### Durchbruch in Schweden
Đurić entstammt der Jugend von Halmstads BK. 2002 rückte er als Nachwuchsspieler in den Erstliga-Kader auf, kam aber zu keinem Pflichtspieleinsatz. Am 7. April 2003 debütierte der Mittelfeldspieler für den Klub beim 2:0-Heimerfolg über GIF Sundsvall in der Allsvenskan. Während der Saison konnte er sich einen Stammplatz erkämpfen und kam im linken oder zentralen Mittelfeld zum Einsatz. Als Folge spielte er sich auch in die schwedische U21-Auswahl und kam bei der 1:4-Niederlage gegen die portugiesische Nachwuchself am 17. Februar 2004 zu seinem ersten Einsatz, als er in der 71. Spielminute für Andreas Johansson eingewechselt wurde. In der Auswahlmannschaft konnte er sich etablieren und nahm mit ihr an der U-21-Fußball-Europameisterschaft 2004 in Deutschland teil, bei der die Mannschaft den vierten Platz belegte. Auch in der Liga spielte er mit seiner Mannschaft um den Titel mit, der Lennart-Johansson-Pokal wurde mit zwei Punkten Rückstand auf Malmö FF als Vizemeister verpasst. Daraufhin wurde er von Nationaltrainer Lars Lagerbäck bei der alljährlichen Wintertour der schwedischen Nationalmannschaft berücksichtigt und kam am 26. Januar 2005 zu seinem ersten Einsatz im Nationaljersey. Beim 0:0-Unentschieden gegen Mexiko wurde er in der Halbzeitpause für Tobias Hysén eingewechselt.
Đurić kam im UEFA-Pokal 2005/06 als Stammspieler zu seinem Debüt im Europapokal. In der 1. Runde traf Halmstads BK auf den portugiesischen Vertreter Sporting Lissabon. Nach einer 1:2-Heimniederlage sah alles danach aus, dass sich die Südeuropäer wie erwartet durchsetzen könnten. Jedoch gelang durch Tore von Gunnar Heiðar Þorvaldsson und Tomas Žvirgždauskas bei einem Gegentreffer von Wender die sensationelle Egalisierung des Hinspielergebnisses. Nachdem Zvirgzdauskas ein Eigentor unterlaufen war, konnte der für Björn Anklev eingewechselte Patrik Ingelsten HBK in die Gruppenphase schießen. Dort belegte die Mannschaft, die u. a. auf Hertha BSC traf, jedoch nur den letzten Platz und schied aus dem Wettbewerb aus.
Đurić konnte mit Halmstads BK nicht an den Erfolg aus seiner ersten Erstligaspielzeit und dem Europapokal anknüpfen und fand sich in der Spielzeit 2006 nur im Abstiegskampf wieder. Auch in der Nationalmannschaft gehörte er nur unregelmäßig zur Mannschaft. Nach einem sechsten Platz in der Spielzeit 2007, in der er mit sieben Saisontoren auch als Torschütze glänzen konnte, verabschiedete er sich aus Schweden.

### Wechsel ins Ausland
Im Januar 2008 unterschrieb Đurić einen Vertrag beim amtierenden Schweizer Meister FC Zürich. Der Kontrakt läuft bis Juni 2012. Im April des Jahres verletzte er sich am Innenband und musste seine Saison vorzeitig beenden. Zu Beginn der Spielzeit 2008/09 stand er wieder in der Startformation des Klubs und kam letztlich in 35 Saisonspielen zum Einsatz. Mit neun Saisontoren, die ihn hinter Almen Abdi, Éric Hassli und Alexandre Alphonse zum viertbesten vereinsinternen Saisontorschützen machten, trug der Mittelfeldspieler zum zwölften Gewinn des Schweizer Meistertitels in der Vereinsgeschichte bei. Da er zudem als Vorlagengeber glänzte, meldete die Presse das Interesse mehrerer ausländische Vereine wie AS Livorno, AC Mailand, AS Rom oder AS Monaco an einer Verpflichtung. Er blieb jedoch beim Verein, mit dem er in der UEFA Champions League 2009/10 nach Erfolgen über NK Maribor und FK Ventspils, bei denen ihm in vier Spielen zwei Tore gelangen, die Gruppenphase erreichte. Dort schied die Mannschaft als Gruppenletzter aus, konnte aber beim 1:0-Auswärtserfolg beim AC Mailand durch ein Tor von Hannu Tihinen überraschen.
Đurić blieb auch in den folgenden Spielzeiten Stammspieler bei seinem Klub. In der Schweizer Meisterschaft 2009/10 belegte er mit dem Klub den siebten Tabellenplatz, in der anschließenden Spielzeit kehrte er zurück ins Meisterrennen. Letztlich reichte es nur zur Vizemeisterschaft hinter dem FC Basel, mit sieben Saisontoren war er am Einzug in den Europapokal beteiligt. In der Gruppenphase der UEFA Europa League 2011/12 schied die Mannschaft erneut früh aus.
Im Januar 2012 verließ Đurić die Schweiz und wechselte nach Frankreich. Beim FC Valenciennes unterschrieb er einen bis zum Sommer 2015 gültigen Kontrakt. Nachdem er in der Rückrunde der Spielzeit 2011/12 zu einer Handvoll Einsätze gekommen war, verletzte er sich zu Beginn der folgenden Spielzeit schwer am Knie. In der Folge musste Trainer Daniel Sanchez die komplette Spielzeit auf ihn verzichten. Im Sommer 2013 wechselte er am Ende der Wechselperiode auf Leihbasis zum dänischen Klub Odense BK, die Klubs vereinbarten dabei eine Kaufoption. Über zwei Einsätze als Einwechselspieler kam er jedoch bis zum Saisonende nicht hinaus. Unterdessen stieg der FC Valenciennes in die Zweitklassigkeit ab.
Im Juli 2014 wechselte Đurić zurück in die Schweiz, beim FC Aarau unterzeichnete er einen Einjahresvertrag mit Option auf Verlängerung. Der auslaufende Vertrag wurde im Sommer 2015 nicht verlängert.